# Onsernone
Onsernone ist eine politische Gemeinde im Schweizer Kanton Tessin. Sie bildet zugleich den Kreis Onsernone und gehört zum Bezirk Locarno. 

## Geographie
Die Gemeinde umfasst das Onsernonetal und das Valle di Vergeletto.
Nachbargemeinden sind Centovalli, Maggia und Terre di Pedemonte sowie die italienischen Gemeinden Craveggia (IT-VB) und Re (IT-VB).

## Geschichte
Die heutige Gemeinde Onsernone entstand in zwei Schritten durch die Fusion bisheriger Gemeinden. Die Idee, alle neun Talgemeinden des Onsernone und des Vergeletto in einer einzigen Gemeinde zu vereinigen, wurde schon in den 1970er-Jahren formuliert. 1995 kam es zu einer ersten Fusion im oberen Teil des Tals, als sich die bisherigen Gemeinden Comologno, Crana und Russo unter dem Namen Onsernone zusammenschlossen. Diese Gemeinde kam im Jahre 2000 auf eine Einwohnerzahl von 322. 
In einem zweiten Schritt schlossen sich 2016 auch die damaligen Gemeinden Gresso, Mosogno und Vergeletto sowie die erst 2001 aus den früheren Gemeinden Auressio, Berzona und Loco gebildete Gemeinde Isorno mit Onsernone zusammen, das damit die einzige politische Gemeinde im Tal wurde. Fusioniert haben auch die bisherigen Bürgergemeinden.

## Bevölkerung
| Bevölkerungsentwicklung | Bevölkerungsentwicklung | Bevölkerungsentwicklung | Bevölkerungsentwicklung | Bevölkerungsentwicklung | Bevölkerungsentwicklung | Bevölkerungsentwicklung |
| ----------------------- | ----------------------- | ----------------------- | ----------------------- | ----------------------- | ----------------------- | ----------------------- |
| Jahr                    | 2000                    | 2010                    | 2015                    | 2018                    | 2019                    | 2020                    |
| Einwohner               | 322                     | 759                     | 701                     | 682                     | 661                     | 663                     |

Onsernone hatte im Jahr 2015 701 Einwohner, davon 47,5 % männlich und 52,5 % weiblich. Im Jahr 2008 waren 5,1 % davon Ausländer. Im Zeitraum von 1997 bis 2007 sank die Bevölkerung um 11,2 %. Die Umgangssprachen verteilen sich auf Italienisch (79,5 %), Deutsch (14,9 %) und Französisch (4,0 %). 68,7 % der Bevölkerung zwischen 25 und 64 hat einen höheren Bildungsabschluss (Hochschule, Fachhochschule o. Ä.).

## Wirtschaft
Im Jahr 2007 betrug die Arbeitslosigkeit 3,18 %. Die Verteilung der Tätigkeiten (2005 erhoben) ergab 13 Personen in Land- und Forstwirtschaft, 16 Personen in industrieller Fertigung sowie 90 Beschäftigte im Dienstleistungs-Sektor und 124 in der Verwaltung.

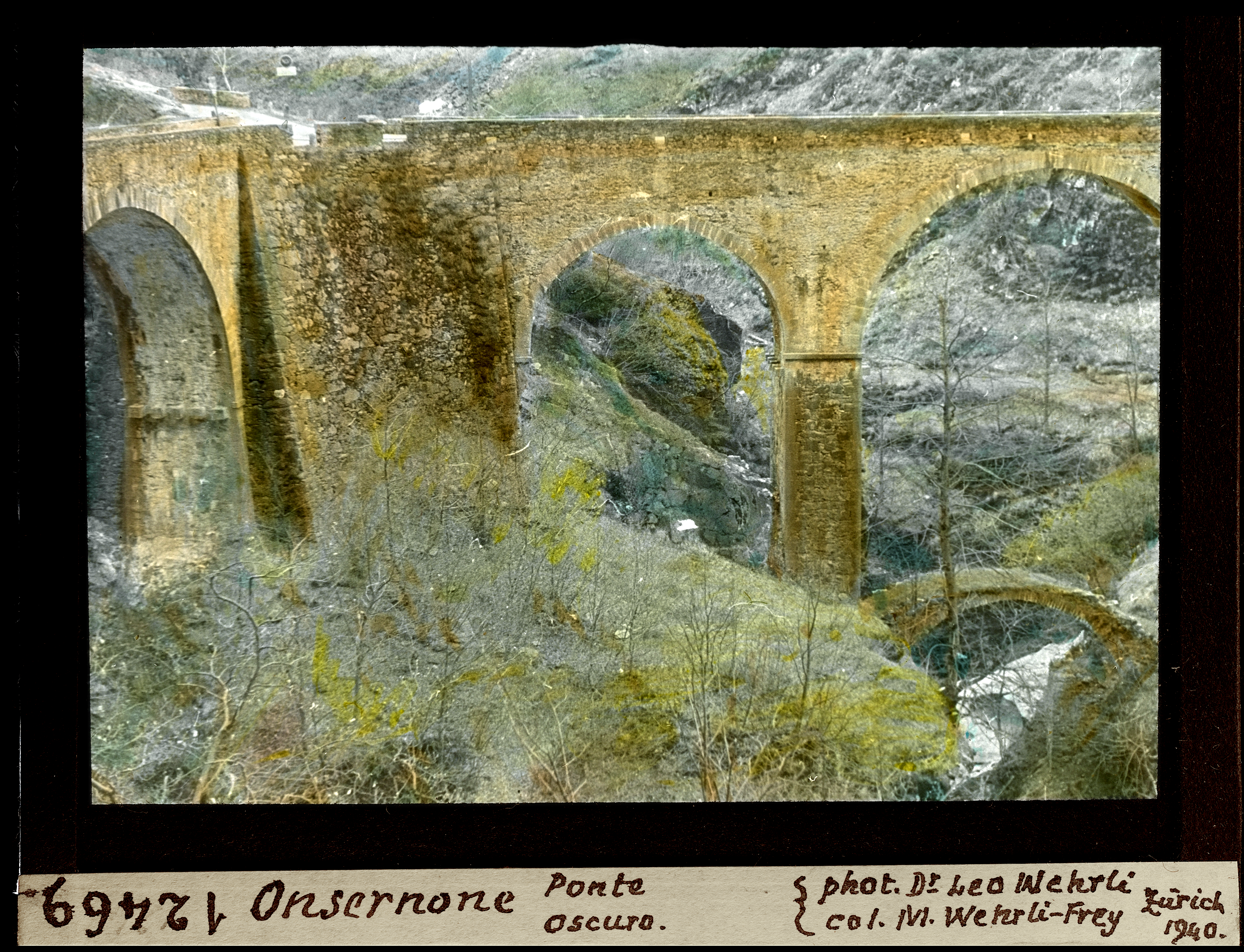
Ponte Oscuro. Historisches Bild von Leo Wehrli (1940)

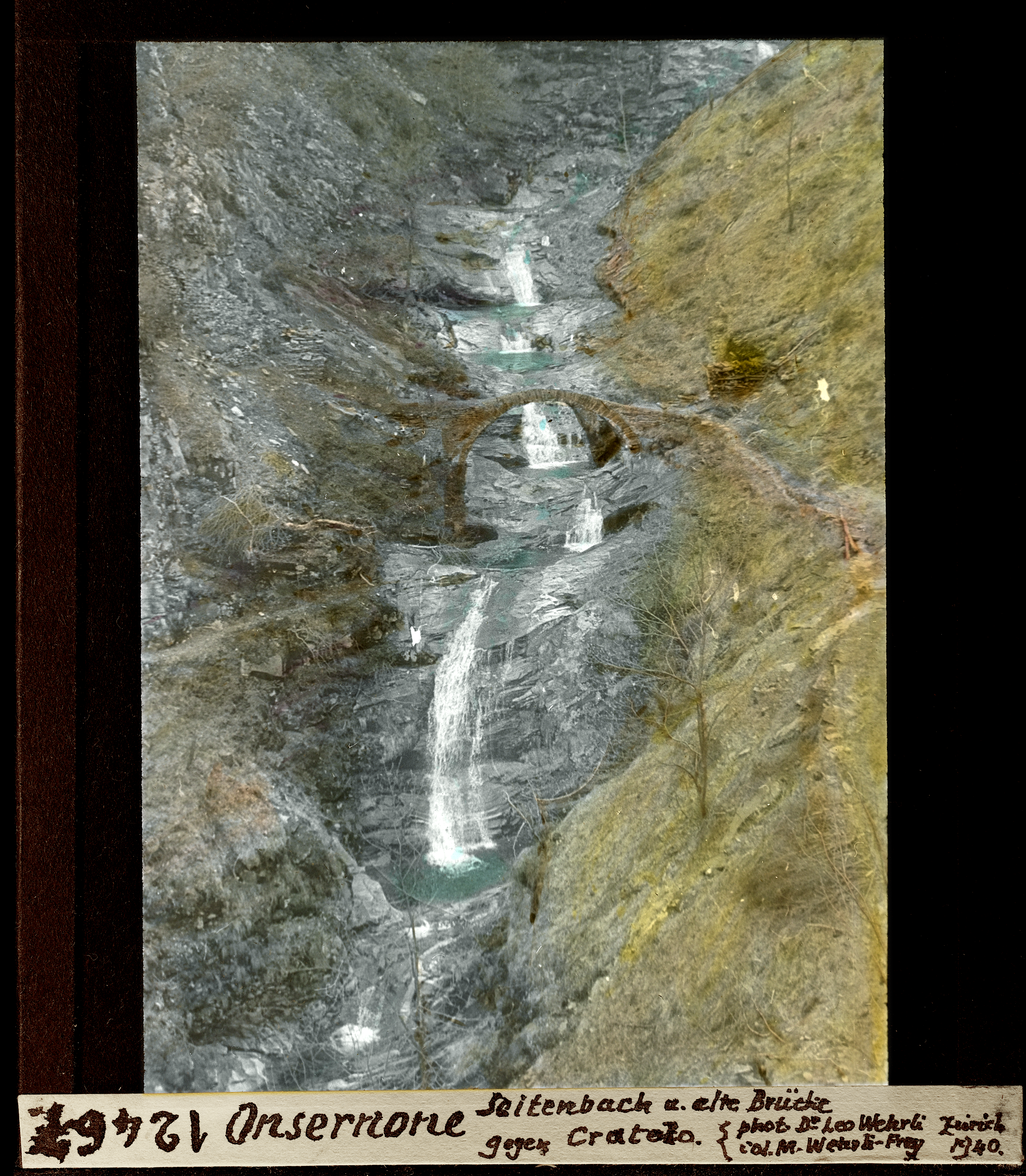
Seitenbach und alte Steinbrücke gegen Cratello. Historisches Bild von L. Wehrli (1940)

## Sehenswürdigkeiten
- Palazzo della Barca im Ortsteil Comologno[10][11][12]
- Pfarrkirche San Giovanni Battista[11][12]
- Pfarrkirche Santa Maria Assunta im Ortsteil Russo[11][12]
- Alte Steinbrücke Ponte Oscuro

## Persönlichkeiten
→ Siehe die ursprünglichen neun Talgemeinden.

## Sport
- Rote Winde: Calcio in Onsernone[13]